# جورج أ. كينيدي
جورج أ. كينيدي (بالإنجليزية: George A. Kennedy)‏ هو مبشر أمريكي، ولد في 17 مايو 1901 في تشيجيانغ في الصين، وتوفي في 15 أغسطس 1960 في سان فرانسيسكو في الولايات المتحدة.